# Scott Burns
Scott Burns ist ein ehemaliger, in den 1980er und 1990er Jahren sehr aktiver Musikproduzent im Death-Metal-Genre. Er arbeitete in den Morrisound Studios in Temple Terrace, Florida. 2005 beendete er seine Karriere als Musikproduzent, um als Programmierer zu arbeiten.

## Karriere
Scott Burns begann seine Karriere als Live-Mischer für Bands wie Obituary und Massacre. 1987 bekam er eine Anstellung als Toningenieur in den Morrisound Recording Studios. Seine ersten Arbeiten waren die Alben Ticket to Mayhem von Whiplash und Leprosy von Death. Danach produzierte er Sepulturas Beneath the Remains (1989) in Brasilien. Dies war seine erste Arbeit als Musikproduzent. Recht schnell erwarb er sich durch seine Arbeiten für Death, Obituary, Atheist, Cannibal Corpse und Deicide einen hohen Status in der Death-Metal-Szene. Neben den lokalen Bands aus Florida nahmen auch die Engländer Napalm Death das Album Harmony Corruption bei ihm auf. Außerdem produzierte er das Debütalbum der deutschen Band Atrocity. Bekannt wurden seine recht ungewöhnliche Produktionen für Atheist und das Album Testimony of the Ancients von Pestilence. 
Obwohl er meist mit dem Death-Metal-Sound beschäftigt war und sogar Bon Jovi aus Zeitgründen abwies, arbeitete er zwischendurch auch für andere Bands wie Savatage und Annihilator. In den 1990ern wuchs die Kritik am recht ähnlichen Sound der Death-Metal-Produktionen. Auch Scott Burns war der Szene langsam überdrüssig und zog sich ab 1998 vom aktiven Produzieren zurück.

„I think it's over, finished, done. There are no good new bands, the stealing is shameless, four or five bands will survive the rest will disappear. (dt. „Ich denke es ist vorbei, aus, erledigt. Es gibt keine guten neuen Bands, es ist schamlos, wie geklaut wird, vier oder fünf Bands werden überleben, der Rest wird verschwinden.“)“

Seine letzte Arbeit war ein Freundschaftsdienst für Obituary, mit denen er das Reunion-Album Frozen in Time (2005) aufnahm. Seitdem konzentriert er sich auf seinen neuen Beruf als Programmierer.
In den 90er Jahren diente ein durchgestrichenes Foto von Scott Burns als Logo für die Anti-Mosh-Kampagne des Mayhem-Gründers Øystein „Euronymous“ Aarseth. Die dazugehörige Parole lautete “no fun, no core, no mosh, no trends” und war auf allen neun Veröffentlichungen von Aarseths Plattenfirma Deathlike Silence Productions (DSP) zu finden. Mit “Anti-Mosh” wollte sich die junge aufkommende Black-Metal-Bewegung vom stark von Burns’ Produktion geprägten und ihrer Meinung nach immer kommerzieller werdenden Death Metal abgrenzen.

## Produktionen (Auswahl)
- Sepultura: Schizophrenia (1987, Engineer)
- Crimson Glory: Transcendence (1988, Co-Engineer)
- Terrorizer: World Downfall (1989, Engineer)
- Sepultura: Beneath the Remains (1989)
- Atheist: Piece of Time (1989)
- Obituary: Slowly We Rot (1989)
- Atrocity: Hallucinations (1990)
- Cancer: To the Gory End (1990)
- Cannibal Corpse: Eaten Back to Life (1990)
- Death: Spiritual Healing (1990)
- Deicide: Deicide (1990)
- Exhorder: Slaughter in the Vatican (1990)
- Napalm Death: Harmony Corruption (1990)
- Obituary: Cause of Death (1990)
- Sepultura: Arise (1991)
- Atheist: Unquestionable Presence (1991)
- Cannibal Corpse: Butchered at Birth (1991)
- Suffocation: Effigy of the Forgotten (1991)
- Death: Human (1991)
- Pestilence: Testimony of the Ancients (1991)
- Cannibal Corpse: Tomb of the Mutilated (1992)
- Malevolent Creation: Retribution (1992)
- Obituary: The End Complete (1992)
- Death: Individual Thought Patterns (1993)
- Resurrection: Embalmed Existence (1993)
- Savatage: Edge of Thorns (1993, Engineer)
- Psychotic Waltz: Mosquito (1994, Engineer)
- Cannibal Corpse: The Bleeding (1994)
- Six Feet Under: Haunted (1995)
- Annihilator: In Command (1996, Engineer)
- Sadus: Elements of Anger (1997)
- Gordian Knot: Emergent (2003)
- Obituary: Frozen in Time (2005)